# Åträsket (Piteå socken, Norrbotten, 726873-173718)
Åträsket är en sjö i Piteå kommun i Norrbotten och ingår i Lillpiteälvens huvudavrinningsområde. Sjön har en area på 0,709 kvadratkilometer och ligger 124 meter över havet. Sjön avvattnas av vattendraget Lillpiteälven.

## Delavrinningsområde
Åträsket ingår i det delavrinningsområde (727005-173639) som SMHI kallar för Utloppet av Åträsket. Medelhöjden är 180 meter över havet och ytan är 11,07 kvadratkilometer. Räknas de 42 avrinningsområdena uppströms in blir den ackumulerade arean 384,2 kvadratkilometer. Avrinningsområdets utflöde Lillpiteälven mynnar i havet. Avrinningsområdet består mestadels av skog (68 procent) och sankmarker (15 procent). Avrinningsområdet har 0,71 kvadratkilometer vattenytor vilket ger det en sjöprocent på 6,4 procent.